# IBM Tivoli Storage Manager
IBM Tivoli Storage Manager – oprogramowanie IBM, umożliwiające ochronę danych przed skutkami awarii sprzętu komputerowego i innych błędów, poprzez przechowywanie zapasowych i archiwalnych kopii danych w pamięciach zewnętrznych. Jego skalowalna architektura umożliwia ochronę wielu komputerów pracujących pod kontrolą różnych systemów operacyjnych.